# Andreas Späth
 Andreas Späth (* 9. Oktober 1790 in Rossach bei Coburg; † 26. April 1876 in Gotha) war ein deutscher Komponist.

## Leben und Wirken
Andreas Späth erhielt von dem Lehrer Georg Walter, einem aus den herzoglichen Diensten in Coburg nach Rossach (heute ein Ortsteil von Großheirath) gekommener Pädagoge, den Anstoß, das musikalisches Talent weiter auszuprägen. Im 20. Lebensjahr trat Späth als Klarinettist der Coburger Hofkapelle bei. Dort bekam er als Angehöriger des Hautboistenkorps vom Hofmusiker und späteren Hof-Kantor und -Organisten Christian Friedrich Gumlich eine weiterführende musikalische Ausbildung.
In den Befreiungskriegen wurde er als Militärmusiker eingesetzt und komponierte Blasmusik und Militärmärsche. Im Winter 1816 besuchte er Wien, um sich durch den Kapellmeister und Komponisten Philipp Rotte in Violine und Musiktheorie, vor allem in Generalbass, ausbilden zu lassen und nahm Geigenunterricht. In der Folgezeit schuf Späth zahlreiche Instrumental-Kompositionen – vielfach für Pianoforte. Zuvor hatte er schon Kantaten, Lieder und Tänze komponiert.
Sein Lebenswerk umfasst Opern, Singspiele, Messen, Chor-, Instrumental- und Kammermusik. Seine Kompositionen wurden zeitnah in Mainz, Offenbach, Paris und Brüssel als Notensatz hergestellt und gedruckt und somit einer breiten Öffentlichkeit zugänglich gemacht.
Im Jahre 1821 folgte er dem Ruf auf die vakante Stelle des Organisten in der Stadt Morges am Genfersee. Er zog 1833 nach Neuchâtel, um dort Stadtorganist, Kirchenchorleiter und Dirigent von Instrumentalkonzerten zu wirken und nebenbei als Gesanglehrer an der dortigen Akademie zu arbeiten.
Zur Coburg-Gotha’schen Hofkapelle nach Coburg kehrte er 1838 zurück und arbeitete dort als Konzertmeister. Überdies unterrichtete Späth Musik am herzoglichen Ernst-Albert-Schullehrer-Seminar.
Andreas Späth starb im Alter von 86 Jahren in Gotha. Anlässlich der Wiederkehr des 225. Geburtstages des Komponisten fand am 15. Mai 2015 in der Siegfried-Möslein-Schule (Grundschule) in Großheirath, zu der sein Geburtsort gehört, eine Festveranstaltung statt. Seine Kompositionen der Kammermusik mit Klarinette führten zur heutigen Wiederentdeckung des fast vergessenen Komponisten von Musik der Romantik. Die Reformationskantate  und das Oratorium Petrus gehören zu den Werken, die noch ins Repertoire der Gegenwart aufgenommen werden sollen.

## Werke (Auswahl)
- Ida von Rosenau, eine Oper in drei Akten, Text: Johann König; Uraufführung am Sonntag, den 5. März 1820.[7]
- Hirtenliebe, ein Lied in der Besetzung, Singstimme, Violine und Klavier[8]
- Abendlied. (Opus 167) Für eine Singstimme mit Begleitung des Piano-Forte und obligater Klarinette.
- Das Luftschiff. Melodramatisches Tongemälde mit Deklamation, Sologesang und Chören.[9]
- Festkantate, 1866[10]
- Te Deum Laudamus. Komponiert für das „25jährige Ehejubiläumsfest Seiner Hoheit des regierenden Herzogs Ernst und Ihrer Hoheit Herzogin Alexandrine von Sachsen-Coburg und Gotha am 3. Mai 1867 in Gotha“.

Der frühromantische Komponist schrieb über 260 Werke.